# Batu Maung
Batu Maung là một khu dân cư trong thành phố George Town ở bang Penang, Malaysia. Batu Maung thuộc khu vực phía tây nam đảo Penang, gần phía đông nam của đảo Penang, và tiếp giáp với thị trấn Bayan Lepas và sân bay quốc tế Penang. Batu Maung là điểm dừng của cầu Penang thứ hai, đồng thời về phía nam là kết thúc của đường cao tốc Tun Dr Lim Chong Eu. Nơi đây được bao quanh bởi các làng chài, ví dụ như Permatang Damar Laut và Teluk Tempoyak.
Vào cuối thế kỷ 20, Batu Maung phát triển từ khu vực nông nghiệp lên khu dân cư bắt đầu. Trong thị trấn có sự tồn tại của một phần Khu công nghiệp tự do Bayan Lepas,  trụ sở của Trung tâm thủy sản thế giới- WorldFish Center và một cảng cá nước sâu.

## Giao thông
Batu Maung liên kết với George Town- thành phố thủ phủ của Penang, về phía bắc thông qua đường cao tốc Tun Dr Lim Chong Eu- phía nam con đường này nằm trong Batu Maung. Ngoài ra, cầu Penang Thứ hai  nối liền khu lân cận với Seberang Perai- một nửa đất liền của bang Penang. Khánh thành vào năm 2014, với chiều dài 24 km (15 dặm), cầu Penang Thứ hai hiện là cây cầu dài nhất Đông Nam Á.
Những con đường chính ở Batu Maung là Jalan Batu Maung và Jalan Permatang Damar Laut. Do tắc nghẽn giao thông ngày càng trầm trọng, các dự án mở rộng đường đã bắt đầu được khởi công dọc theo những con đường này.
Các tuyến xe buýt nhanh Penang mang số 302, 305 và 307 cùng với các bến xe buýt trong khu vực Batu Maung, liên kết các khu lân cận với Bayan Baru, SPICE Arena, Sungai Nibong và George Town.

## Cơ sở hạ tầng

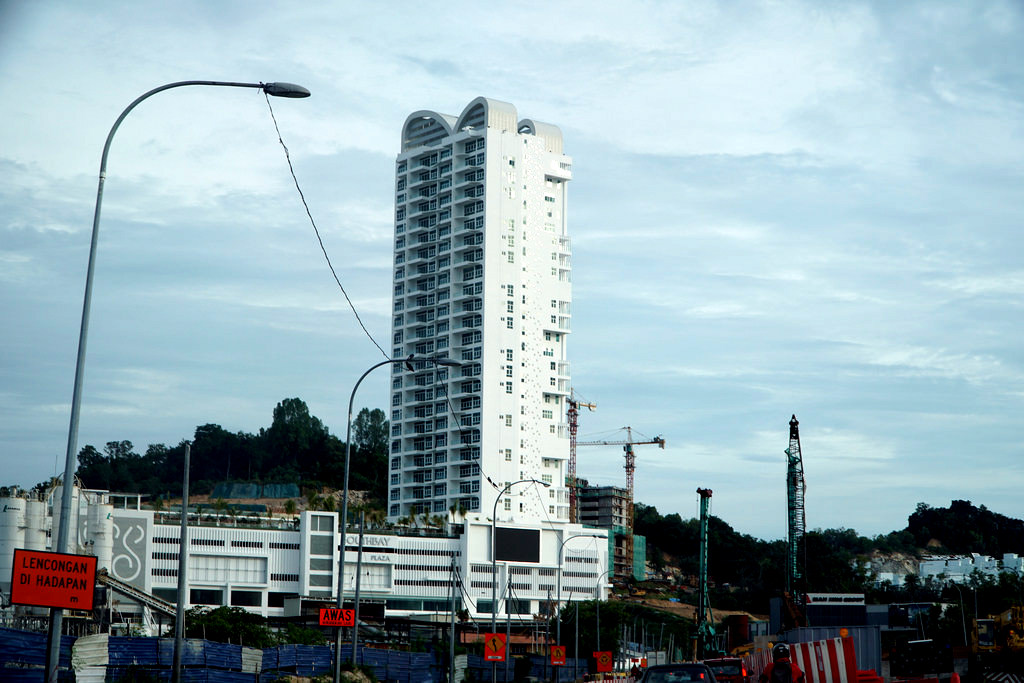
Khu dân cư Southbay đang được xây dựng

Batu Maung là nơi có ngành thủy sản phát triển và cảng cá nước sâu. Là trung tâm của ngành thủy sản, Batu Maung tồn tại trụ sở của WorldFish Center- một tổ chức nghiên cứu thủy sản phi lợi nhuận quốc tế, cũng như Viện nghiên cứu thủy sản của Cơ quan phát triển thủy sản Malaysia]].
Chính phủ liên bang Malaysia đã đưa ra ác kế hoạch để phát triển Batu Maung thành một cảng cá ngừ quốc tế. Tuy nhiên, việc xây dựng cảng cá ngừ cuối cùng bị đình trệ từ năm 2011 và đến bây giờ vẫn chưa được hoàn thành.
Sau khi hoàn thành cầu Penang Thứ hai vào năm 2014, giá đất tại Batu Maung tăng cao, thu hút các nhà phát triển bất động sản khởi động nhiều dự án khu dân cư trong khu vực.

## Địa điểm du lịch
Bảo tàng Chiến tranh Penang ở Batu Maung ban đầu là một pháo đài quân đội Anh được xây dựng vào những năm 1930. Tuy nhiên, khi quân đội Nhật tấn công Penang vào tháng 12 năm 1941, các lực lượng Quân đội dưới Trung tá Arthur Percival đã sơ tán khỏi đảo Penang. Pháo đài bị bỏ rơi sau đó được người Nhật tìm thấy và đưa vào phục vụ trong chiến tranh Thế giới thứ 2. Sau khi chiến tranh kết thúc, pháo đài đã bị bỏ hoang cho đến khi nó được sử dụng như Bảo tàng Chiến tranh vào năm 2002.
Bảo tàng Chiến tranh Penang giữ lại kết cấu và trang thiết bị quân sự của quân đội Anh, từ các hầm, đường hầm và kho vũ khí. Bảo tàng cũng là địa điểm tổ chức các hoạt động bắn súng thể thao theo đội- paintball.

## Giáo dục
Có hai trường tiểu học và một trường trung học ở Batu Maung.
Trường tiểu học
- SRK Batu Maung[20]
- SRJK (C) Wen Khai[21]

Trường trung học
- SMK Batu Maung